# Arianna Bridi
Arianna Bridi (née le 6 novembre 1995 à Trente) est une nageuse italienne, spécialiste des épreuves de nage en eau libre.

## Palmarès

### Championnats du monde
- Championnats du monde 2017 à Budapest ( Hongrie) :
  -  Médaille de bronze du 10 km en eau libre
  -  Médaille de bronze du 25 km en eau libre

- Championnats du monde 2019 à Gwangju ( Corée du Sud) :
  -  Médaille de bronze du 10 km en eau libre

### Coupe du monde
- Coupe du monde de marathon FINA 2017 :
  -  Médaille d'or

### Championnats d'Europe
- Championnats d'Europe 2016 à Hoorn ( Pays-Bas) :
  -  Médaille de bronze du 10 km en eau libre

- Championnats d'Europe 2018 à Glasgow ( Royaume-Uni) :
  -  Médaille d'or sur 25 km en eau libre

### Jeux méditerranéens de plage
- Jeux méditerranéens de plage de 2015 à Pescara ( Italie) :
  -  Médaille d'or sur 5 km en eau libre
  -  Médaille d'or sur 5 km en eau libre par équipe mixte